# Sojusz brytyjsko-japoński

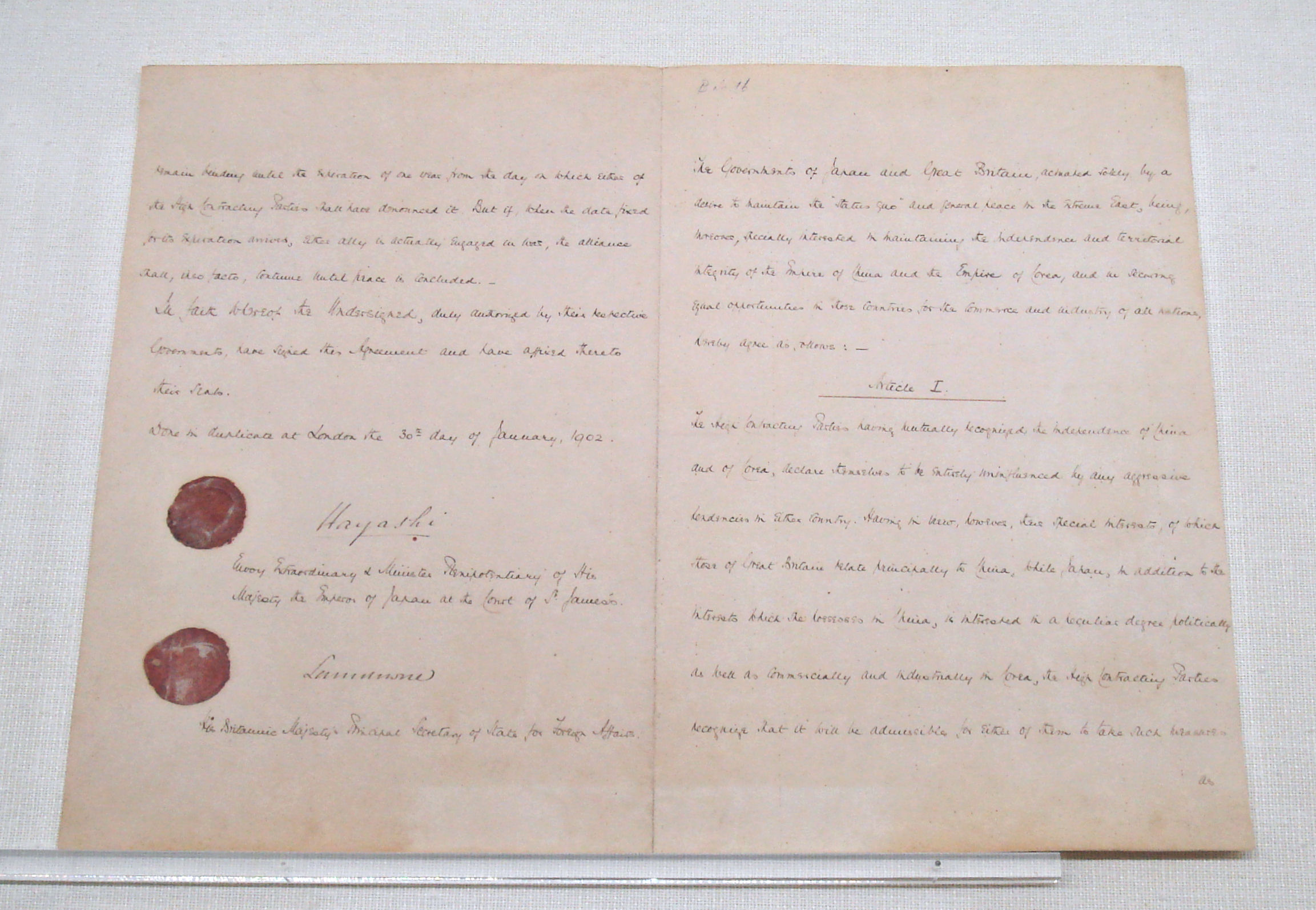
Akt sojuszu brytyjsko-japońskiego

Sojusz brytyjsko-japoński – podpisany 30 stycznia 1902 roku, przewidywał obustronne uznanie priorytetów Wielkiej Brytanii w Chinach, a Japonii w Korei. Oba państwa zobowiązały się zachować neutralność w razie konfliktu na tych terenach, a także udzielić sobie wzajemnej pomocy wojskowej. Klauzula ta obowiązywała jednak tylko w przypadku, gdyby w konflikt zaangażowało się państwo trzecie. Sojusz ten stał się początkiem zbliżenia Wielkiej Brytanii i Japonii, zwiastując rychły wzrost znaczenia Japonii, a z drugiej strony upadek mocarstwowej, jak dotąd, Wielkiej Brytanii. Sojusz, przedłużany następnie, obowiązywał do 1921 roku.

## Sytuacja Wielkiej Brytanii na przełomie XIX i XX w.
Politykę XIX-wiecznej Wielkiej Brytanii często określa się terminem splendid isolation („wspaniała izolacja”). Jako pierwszy tego terminu użył George Foster w 1896 r., aczkolwiek zespół założeń politycznych, które kryją się pod tym terminem, funkcjonował już dużo wcześniej. Nie oznacza on bynajmniej bierności i izolacjonizmu, jak miało to miejsce w tzw. „doktrynie Monroego” w Stanach Zjednoczonych.
Okres II połowy XIX w., czyli tzw. epokę wiktoriańską (tj. lata panowania królowej Wiktorii 1837–1901), kiedy doktryna „wspaniałego odosobnienia” była realizowana, można nazwać szczytem brytyjskiej działalności zarówno ekonomicznej, jak i dyplomatycznej. W pierwszej połowie Wielka Brytania była niekwestionowanym hegemonem przemysłowym, nadal utrzymywała pozycję „bankiera świata”, a londyńskie City było bodaj najważniejszym miastem świata. Ponadto była największą potęgą kolonialną i, co najważniejsze dla niej samej jako państwa wyspiarskiego – posiadała największą flotę na świecie, realizując tym samym tzw. politykę „two power standard”, co miało oznaczać, że marynarka brytyjska jest większa od połączonych sił dwóch kolejnych państw w hierarchii potęgi morskiej.
Z kolei w kwestii działalności dyplomatycznej Wielka Brytania zrezygnowała z bezpośredniej ingerencji w sprawy europejskie, koncentrując się na kwestiach umacniania kolonialnej dominacji i wzmacniania ekonomicznej ekspansji. Często można było usłyszeć stwierdzenie, że „Wielka Brytania nie leży w Europie, a tylko z nią sąsiaduje”. To właśnie w tych latach jednak zaczęły być zauważalne pierwsze symptomy, które doprowadziły w niedalekiej przyszłości najpierw do zrównania się innych państw (najszybciej Stanów Zjednoczonych i Niemiec) z „wspaniale odosobnioną” jak dotąd Brytanią, a następnie doprowadziły do zdominowania Zjednoczonego Królestwa i zepchnięcia go na dalsze pozycje.

## Cele polityki zagranicznej Wielkiej Brytanii
Twórcy polityki zagranicznej Wielkiej Brytanii mieli dwa główne cele: utrzymanie zasady równowagi w stosunku do coraz bardziej antagonistycznych sojuszy państw na kontynencie, a jednocześnie utrzymanie między nimi równowagi. Kolejni ministrowie spraw zagranicznych: lord Salisbury (1895–1900), a następnie lord Landsdowne (1902–1905) oraz sir Edward Grey (1905–1916) mieli początkowo nadzieję, że Wielkiej Brytanii uda się tak lawirować pomiędzy państwami, że nie będzie konieczne jednoznaczne opowiadanie się po jednej ze stron w przypadku wojny, której wynik był bardzo niejasny. Znamienne jest, że jeszcze w latach 90. XIX w. ówczesny minister wojny, Henry Campbell-Bannerman utrzymywał, że „polityka zagraniczna nie przewiduje interwencji zbrojnej w Europie”.

## Sytuacja międzynarodowa Japonii
Japończycy dopiero od 1854 r. zaczęli być podmiotem stosunków międzynarodowych. W tym to roku okręty amerykańskiego komodora Matthew C. Perry’ego zmusiły Japonię do otwarcia się na świat. W ślad za Stanami Zjednoczonymi poszły inne mocarstwa, w wyniku czego, oraz reform okresu Meiji, Japonia wkroczyła na drogę przemian, które w bardzo krótkim czasie wywindowały ją na pozycję jednego z głównych czynników międzynarodowej polityki imperialnej.
Po wojnie chińsko-japońskiej w 1895 r. Japonia liczyła na wymierne korzyści płynące ze zwycięstwa, czemu przeszkodziły jednak mocarstwa europejskie, z Rosją na czele, zaniepokojone wzrostem potęgi japońskiej. Rosja zaproponowała Wielkiej Brytanii, Francji i Niemcom interwencję w celu utrzymania równowagi sił na Dalekim Wschodzie. Wielka Brytania ostatecznie odmówiła, powołując się na dobre stosunki z Japonią, natomiast Rosja, Francja i Niemcy „doradzili” Japonii zrezygnowanie z ambicji utrzymania Liaodongu (który otrzymała na mocy traktatu z Shimonoseki z 17 kwietnia 1895), co poparte było ruchami rosyjskiej floty we Władywostoku. Japończycy w wyniku tzw. potrójnej interwencji (sankoku-kanshō) ustąpili 4 maja 1895 r., wnosząc 8 maja poprawkę do traktatu z Shimonoseki (ratyfikowana 8 września 1895 r.), w wyniku której zrzekli się Liaodongu.
8 listopada 1895 r. doszło do poważnego incydentu, kiedy to zamordowano królową koreańską, w co miał być zamieszany Miura Gorō, japoński poseł pełnomocny w Seulu. Miura został usunięty ze stanowiska i postanowiono go w stan oskarżenia, ale został uniewinniony. Sprawa odbiła się na prestiżu Japonii, ponadto stworzyła szansę dla Rosji, ponieważ na terenie placówki dyplomatycznej Rosji w Seulu król uzyskał schronienie.
Wydaje się, że incydent ten stał się bezpośrednią przyczyną traktatu rosyjsko-chińskiego tzw. traktatu Li-Łobanow, który posiadał wyraźnie antyjapoński charakter. Na jego mocy Rosja zdobyła prawo do budowy linii kolejowej przez północną Mandżurię (późniejsza tzw. Kolej Wschodniochińska). Poza tym, Rosja obiecywała Chinom pomoc wojskową w przypadku agresji japońskiej na Chiny. Ponadto 27 marca 1899 r. Rosja zapewniła sobie dzierżawę półwyspu Liaotung, uzyskawszy dzięki temu dostęp do nie zamarzających portów Dalnyj oraz Port Arthur, co jeszcze bardziej wzmogło gorycz Japonii. Dodatkowo Rosja otrzymała także zgodę na budowę odgałęzienia Kolei Wschodniochińskiej (tzw. Kolei Południowomandżurskiej). Wzmocniło to pozycję Rosji w tym rejonie, a jednocześnie wywołało ostry sprzeciw Japonii.
Rosja nie chciała pozwolić na wzrost wpływów japońskich w Korei, dlatego też w czerwcu 1896 r., po wstępnych ustaleniach (porozumienie Komura-Weber), ministrowie spraw zagranicznych Japonii Yamagata Aritomo oraz Rosji Aleksiej Łobanow-Rostowskij uznali niepodległość Korei oraz zgodzili się na wspólny udział, poprzez swoich przedstawicieli w reformowaniu kraju. W tajnej klauzuli określono liczbę żołnierzy obu stron, która mogła stacjonować w newralgicznych miastach kraju w celu utrzymania porządku. Porozumienie rosyjsko-japońskie potwierdzono dwa lata później (25 kwietnia 1898 r.), kiedy minister spraw zagranicznych Nishi Tokujirō i poseł w Tokio Roman von Rosen uzgodnili, że obie strony nie będą się angażować w sprawy wewnętrzne Korei, a instruktorzy wojskowi będą wysyłani tylko po dwustronnych konsultacjach. Ponadto, Rosja mając już zapewnione specjalne prawa w Mandżurii, uznała pierwszeństwo i specjalne prawa Japonii w Korei (m.in. prawo decydowania o stosunkach handlowych i przemysłowych), a także zobowiązała się nie ingerować w stosunki japońsko-koreańskie.
Po wybuchu w Chinach powstania bokserów (1899–1901) o charakterze antycudzoziemskim i antychrześcijańskim, mocarstwa europejskie zdecydowały się na interwencję, w której mimo protestów Niemiec i Rosji, a na wniosek Wielkiej Brytanii, wzięła udział także Japonia. Jak się później okazało, to właśnie siły japońskie w głównej mierze przyczyniły się do zdławienia chińskiego powstania (Japończycy dostarczyli 22 tys. żołnierzy, co stanowiło ok. 2/3 całego kontyngentu).

## Zbliżenie brytyjsko-japońskie
Na przełomie XIX i XX w. można wyróżnić dwie zasadnicze koncepcje polityczne w Japonii. Pierwszą reprezentował Itō Hirobumi – biurokrata, który szukał sojuszy z Rosją, zakładając, że tylko poprzez sojusz i koegzystencję z Rosją, Japonia będzie mogła kontynuować swoją ekspansję w kontynentalnej części Azji. Drugi obóz, do którego należeli Yamagata Aritomo, Katsura Tarō i Komura Jutarō, obawiał się wojny na Dalekim Wschodzie, a jego członkowie największe zagrożenie dla swojego kraju widzieli w Rosji, stąd też próby zawarcia sojuszy z Wielką Brytanią.
Na początku XX w. stało się jasne, że Japonia musi wybrać, kto będzie jej wrogiem, a kto przyjacielem. Działo się tak w wyniku powstawania coraz większych tarć pomiędzy frakcjami wewnątrz kraju, ale także w stosunkach międzynarodowych, między Rosją a Anglią. Wielka Brytania postrzegała Rosję jako swego najgroźniejszego przeciwnika w regionie Dalekiego Wschodu, do czego przyczyniła się polityka Moskwy w Azji Środkowej. Dodatkowo, Rosjanie niebezpiecznie zbliżali się do Chin (wspomniany traktat Li-Łobanow), który zdaje się był dla Brytyjczyków wystarczającym ostrzeżeniem, aby zrewidować swoją politykę kolonialną w tej części globu.
Część polityków brytyjskich, m.in. lord Salisbury, chciała kontynuacji polityki „wspaniałego odosobnienia”, gdyż sądzili oni, że Wielka Brytania jest w stanie utrzymać swoją mocarstwową pozycję bez wiązania się w żaden system sojuszy. Inni politycy, jak Arthur Balfour i Joseph Chamberlain, zdawali się dostrzegać, że okres izolacji Wielka Brytania ma już za sobą i aby do końca nie utracić wpływu na bieżące wydarzenia polityczne, musi znaleźć odpowiedniego sojusznika.
O ile w Europie, „rozhuśtanej” co prawda powstaniem silnego państwa niemieckiego (1871), mogły pojawić się po powstaniu sojuszu francusko-rosyjskiego (1894) nadzieje na pewną stabilizację, to sytuacja w koloniach zmuszała do podejmowania zdecydowanych działań. Wszystko to miało swoją przyczynę w postępującym rozwoju państw, które do tej pory zadowalały się dalszą pozycją kolonialną.
Prężnie rozwijały się Stany Zjednoczone, wchodzące w okres prosperity po wojnie secesyjnej (1861-65), a także Niemcy, które po zjednoczeniu szybko odbudowywały swoją pozycję międzynarodową, a co ważniejsze, zaczęły pretendować do miana imperium kolonialnego i światowego, rozpoczynając powoli swą ekspansję na wielu scenach imperialnych zmagań. Poczęły także powoli wyprzedzać Wielką Brytanię, m.in. w produkcji przemysłowej.
Najgroźniejsze i bolesne dla prestiżu brytyjskiego było zagrożenie dla panowania na morzach. Już w 1891 r. Arthur Balfour przestrzegał, że „połączone floty Francji i Rosji mogą pokonać Anglię na morzach”. Dlatego też izolowana Anglia, która samotnie nie była w stanie sprostać wyzwaniom posiadania floty w każdej części świata, w której posiadała interesy kolonialne, musiała znaleźć sojusznika, który w pewien sposób odciążyłby ją i przejąłby na siebie część odpowiedzialności za ochronę brytyjskich interesów. Idealnym kandydatem do tego typu działań wydawała się być Japonia.

## Traktat brytyjsko-japoński
W tym też czasie Japończycy zdecydowali, że starania o pozyskanie sojusznika powinny nabrać tempa i wejść w fazę decydującą. Itō wykorzystał wizytę w Europie i Stanach Zjednoczonych (18 września 1901 r.), aby odwiedzić także Rosję, gdzie zainicjował rozmowy w sprawie zbliżenia obu państw. Jednakże w tym samym niemal czasie (16 października 1901), poseł pełnomocny w Londynie Hayashi Taboru (z frakcji Yamagaty) rozpoczął rozmowy z Wielką Brytanią i bardzo szybko, bo już 6 listopada wypracował projekt układu sojuszniczego. Itō natomiast początkowo napotkał trudności, dlatego też dopiero 2 grudnia rozpoczął rozmowy z carem Mikołajem II oraz ministrem spraw zagranicznych Władimirem Lamsdorffem, którzy zapewniali go o szczerej chęci ocieplenia stosunków bilateralnych.
Rosjanie starali się uzyskać zgodę Japonii na swoją dominację w Mandżurii w zamian za japońskie wpływy w Korei, na co jednak Japonia nie mogła się zgodzić. Mimo tego rozmowy trwały, a sam Itō przekonany o możliwości zakończenia ich sukcesem, wysłał telegram do sprawującego wówczas urząd premiera Katsumy z prośbą o przerwanie mediacji w Londynie. 7 grudnia cesarski senat (Genrōin) powziął decyzję, która wywarła dużo większy wpływ na losy wszystkich zainteresowanych stron, niż mogło się to komukolwiek bodaj wydawać: nakazano przerwać Itō rozmowy i zdecydowano o podpisaniu traktatu sojuszniczego z Wielką Brytanią (Nichiei-dōmei-kyōyaku). Nastąpiło to 30 stycznia 1902 r.
Traktat zakładał uznanie priorytetu Wielkiej Brytanii w Chinach oraz Japonii w Korei. Oba kraje zobowiązały się zachować neutralność w razie konfliktu na tych terenach, a także udzielić sobie wzajemnej pomocy wojskowej, ale tylko w przypadku, gdyby w konflikt zaangażowało się państwo trzecie. Oznaczało to, iż Anglia nie będzie ingerować w ewentualny spór pomiędzy Japonią a Rosją, a przystąpi do działań wojennych tylko w przypadku, gdyby po stronie Rosji opowiedziała się np. Francja. Dodatkowo w tajnym traktacie strony zgadzały się na otworzenie swych baz dla okrętów sojusznika i postanawiały utrzymać wspólnie na Pacyfiku flotę większą od sił jakiegokolwiek mocarstwa trzeciego. Sojusz miał obowiązywać przez 5 lat.

## Reakcja międzynarodowa na Traktat
Pomimo początkowych oporów, podpisanie traktatu przyjęto w Wielkiej Brytanii z zadowoleniem, chociaż nie kryto obaw, czy nie spowoduje on wciągnięcia armii brytyjskiej w wojnę, która tak naprawdę nie będzie jej dotyczyć. Stąd też z ulgą przyjęto wiadomość, iż po wybuchu wojny rosyjsko-japońskiej żadne inne mocarstwo nie postanowiło interweniować po stronie rosyjskiej.
Japonia, dzięki sojuszowi z ciągle najpotężniejszym państwem świata, podniosła znacznie swój prestiż. Rosja jawnie dążyła od dłuższego czasu do konfrontacji z mniejszym, biedniejszym i słabszym w mniemaniu Petersburga państwem. Japonia natomiast umocniona, przede wszystkim moralnie, dążyła do wyparcia Rosjan z Mandżurii oraz do umocnienia swojej pozycji w Korei. Rosja nie była jednolita, jeśli chodzi o linię polityki zagranicznej, lecz nieustannie w Ministerstwie Spraw Zagranicznych ścierały się koncepcje: militarystyczna, która zakładała starcie zbrojne z Japonią, oraz ekonomiczna, która sukces chciała widzieć we wzmocnieniu ekonomicznym.
Stosunki rosyjsko-japońskie ulegały pogorszeniu, m.in. na skutek wykupu przez Rosjan od rządu koreańskiego koncesji leśnej nad rzeką Yalu. Rosjanie następnie wprowadzili tam dla bezpieczeństwa specjalny batalion, co z kolei Japończycy, traktujący Koreę za swój teren ekspansji, uznali za złamanie porozumienia z 1898 r. o rozgraniczeniu stref wpływu.
Pierwszoplanowym celem Rosji było utrzymanie już zdobytych terenów w Mandżurii po powstaniu bokserów. Pertraktowano z Chinami na temat wycofania wojsk rosyjskich z Mandżurii, co miało nastąpić w sześciu rzutach, jednak przeprowadzono tylko jeden,
a następnie zaczęto domagać się od rządu chińskiego renegocjacji układu, który miał zakładać m.in. nienadawanie koncesji w Mandżurii innym państwom, co wywołało protest Japonii. Od połowy 1903 r. kontynuowano mimo to pertraktacje, które jednak pozostały bezowocne. 6 lutego 1904 zostały one zerwane przez stronę japońską. Oficjalny wybuch wojny nastąpił 10 lutego, jednakże wcześniej flota admirała Tōgō, nie czekając na atak Rosjan, zaatakowała flotę rosyjską w Port Arthur, rozpoczynając wojnę rosyjsko-japońską.
Rosja zamierzała wygrać tę wojnę niemal „z marszu”, jednak napotkała opór, który miał się okazać ponad jej siły. W czasie trwania zmagań wojennych, koncentrujących się głównie na morzu, Japończycy korzystali z doświadczeń i osiągnięć swych sojuszników.
Ważnym wkładem Brytyjczyków było zamknięcie przed flotą admirała Zinowija Rożestwienskiego Kanału Sueskiego, w wyniku czego Rosjanie musieli opłynąć całą Afrykę w drodze na wschód, co z pewnością przyczyniło się potem do całkowitej klęski w bitwie pod Cuszimą. Ponadto „korzystne było dla Japonii ostrzeżenie Turcji (przez Anglików) o nieprzepuszczeniu rosyjskiej Floty Czarnomorskiej przez Cieśniny”.
Pertraktacje pokojowe prowadzone w angielskim Portsmouth zakończyły się podpisaniem pokoju 5 września 1905. Rosja uznała niezależność Korei, a zarazem szczególne interesy polityczne, ekonomiczne i wojskowe Japonii w tym kraju. Ponadto oba państwa zgodziły się przywrócić suwerenność Chin nad całą Mandżurią, natomiast Rosja przekazała swoje prawa do Liaodongu oraz do Kolei Południowomandżurskiej wraz z położonymi na tym obszarze kopalniami węgla. Japonia uzyskała także południową część Sachalinu.
Należy także dodać, że 12 sierpnia 1905 r. został podpisany nowy układ z Wielką Brytanią, wymierzony głównie przeciwko Rosji oraz Niemcom. Rozszerzał on zakres obowiązywania jego ustaleń na całą Azję Wschodnią oraz Indie. Ponownie został on przedłużony 15 lipca 1911 na okres 10 lat.

## Komentarz
Wydaje się, że bez sojuszu brytyjsko-japońskiego z 1902 r. nie doszłoby do zbliżenia brytyjsko-rosyjskiego w 1907 r., które stało się jednym z filarów późniejszej Ententy. Anglia, po podpisaniu traktatu z Japonią, starała się skierować jej ekspansję przeciwko Rosji. Nie chodziło tutaj bynajmniej o zniszczenie Rosji, a jedynie o zaabsorbowanie jej uwagi zwłaszcza w Azji Środkowej, którą Anglicy postrzegali jako „wrota” do „Perły w koronie”, jak nazywali Indie. Ponadto, Anglicy liczyli na zwiększenie swoich wpływów w Chinach, w których m.in. w wyniku powstania bokserów, utracili część swoich wpływów. Stąd też tak dużego znaczenia nabiera wojna rosyjsko-japońska, która doprowadziła z jednej strony do osłabienia Rosji na tyle dużego, że rząd brytyjski przestał postrzegać ją jako swojego głównego wroga, z drugiej jednak strony na tyle niewielkiego, aby Rosja nie przestała liczyć się w mocarstwowych sporach.
Japonia, łącząc się z ciągle najpotężniejszym państwem świata, zdecydowanie podniosła swój prestiż na arenie międzynarodowej, a jednocześnie zyskała sojusznika, który wprowadził ją do świata wielkiej polityki mocarstwowej. Znacznie umocniła dzięki temu także swoją pozycję w Korei i Mandżurii, zyskując przyczółki do późniejszej penetracji kontynentalnej części Azji.
W późniejszym okresie (1905, następnie 1911) rozciągnięto obszar obowiązywania traktatu na całą Azję Wschodnią oraz na Indie, co może świadczyć z jednej strony o postępującej degradacji sił, a co za tym idzie możliwości realnego kształtowania polityki azjatyckiej przez Brytyjczyków. Z drugiej zaś strony jest to przejaw rosnącej potęgi Japonii, która powiększała swoje wpływy nie tylko kosztem Rosji, ale bodaj w głównej mierze, Anglii.
Sojusz z 1911 roku odegrał istotną rolę podczas I wojny światowej, gdyż, mimo że działania bojowe prowadzone przez Japonię miały marginalne znaczenie (oblężenie Qingdao), to dzięki niemu Wielka Brytania mogła skupić swoje siły morskie na Atlantyku i włączyć do wojny w Europie wojska z Australii i Nowej Zelandii. Sojusz miał być przedłużony na kolejne 10 lat, jednakże na przeszkodzie stanął nacisk Stanów Zjednoczonych, które obawiały się Japonii po wojnie z Rosją jako prawdopodobnego przeciwnika, zagrażającego amerykańskim interesom na Pacyfiku i w Filipinach. Jednocześnie w USA dość silne były nastroje antybrytyjskie i obawy przed dawną metropolią, przy czym zdawano sobie sprawę z nikłych szans mniej licznej floty amerykańskiej wobec połączonych flot brytyjskiej i japońskiej. Wielka Brytania chciała zachować sojusz z Japonią przede wszystkim z powodu obawy przed samą Japonią, prowadzącą agresywną politykę w Azji i potencjalnie zagrażającą tam brytyjskimi interesom, jednakże po I wojnie światowej sojusz ten stał się nie do zaakceptowania dla USA. Przedłużenie sojuszu groziło wrogością w stosunkach z USA, pociągającą irracjonalny wyścig zbrojeń morskich, a także konieczność szybkiego zwrotu USA wysokich pożyczek zaciągniętych podczas wojny. Japonia sugerowała wprawdzie w 1920 roku wspólną wojnę prewencyjną przeciw USA, lecz plany te wywoływały zrozumiały opór brytyjskich polityków, mimo że doszło do opracowania przez Admiralicję planów potencjalnej wojny (a także planów wojny z Japonią). Izolacjonizm amerykański z kolei wykluczał możliwość sojuszu z USA przeciw Japonii w czasie pokoju.
Symbolicznym końcem sojuszu brytyjsko-japońskiego był tzw. „traktat czterech mocarstw” (jeden z traktatów podpisany 13 grudnia 1921 r. na konferencji waszyngtońskiej), tj. Wielkiej Brytanii, Francji, Stanów Zjednoczonych i Japonii, który zastąpił bilateralne porozumienie brytyjsko-japońskie. Był to moment, w którym Brytyjczycy, podobnie jak prawie dwadzieścia lat wcześniej Japończycy, wybrali, kim mają być ich sprzymierzeńcy, a z kim będą walczyć. Na skutek tego Brytyjczycy za kolejne dwadzieścia lat byli zmuszeni walczyć przeciw Japonii, tym razem ze Stanami Zjednoczonymi jako nowym sojusznikiem.